# 沃伦·伯明翰
沃伦·伯明翰（英語：Warren Birmingham，1962年8月22日—），澳大利亚男子曲棍球运动员。他曾代表澳大利亚国家队参加1988年和1992年夏季奥林匹克运动会曲棍球比赛，其中1992年奥运会获得一枚银牌。